# Походження Всесвіту

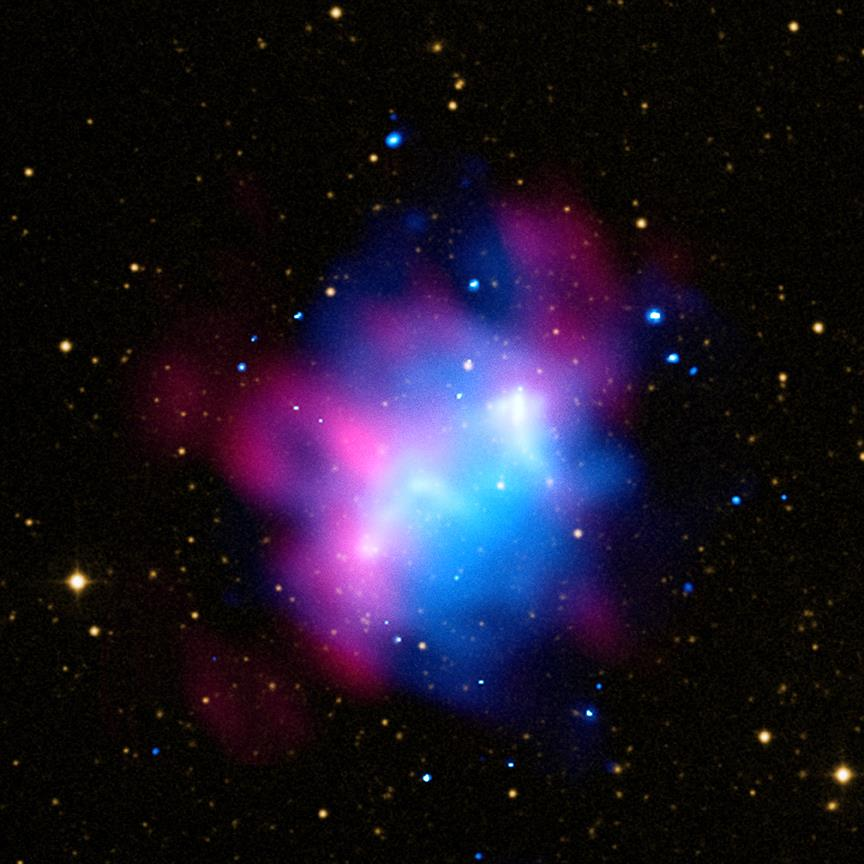
Один з еволюційних етапів походження Всесвіту — утворення галактик

У грецькій і сучасній космології походження Всесвіту  (ісп. Origen del Universo) — це момент, коли вся матерія та енергія, що зараз існують у Всесвіті, виникли в результаті великого вибуху. Більшість вчених приймає постулат, який називається теорією великого вибуху, і передбачає, що Всесвіт міг виникнути у певний момент приблизно 13,8 мільярда років тому. Цілком можливо, що ця теорія може дати відповідь, яку довгий час шукають астрономи. У 1930-х роках американський астроном Едвін Габбл шляхом аналізу червоних зсувів у спектрі галактик підтвердив явище розширення всесвіту, яке священник і астрофізик Жорж Леметр описав у своїх дослідженнях розширення всесвіту (великого вибуху), заснованих на рівняннях Альберта Ейнштейна загальної теорії відносності. З цієї причини Габбл був визнаний вченим, який відкрив розширення Всесвіту. Однак сам Ейнштейн не вірив у ці розрахунки, оскільки йому здавалося абсурдним, що Всесвіт перебуває в нескінченному розширенні, тому він додав до своїх рівнянь відому «космологічну постійну» (ця постійна розв'язала проблему нескінченного розширення), яку він сам пізніше назве найбільшою помилкою свого життя.
Зародками формування структури Всесвіту стали флуктуації в мікроскопічній інфляційній області, які в умовах розширення Всесвіту зросли до космічних розмірів і утворили галактики.

## Історія
Теорію зародження й еволюції Всесвіту, яку нині називають «теорією великого вибуху», запропонував 1931 року бельгійський абат і астроном Жорж Леметр. Знаючи про розбігання галактик, про що свідчили спостереження Едвіна Габбла та незалежно отримані рівняння Фрідмана, Леметр припустив, що розбігання галактик можна екстраполювати в минуле, звівши все до єдиної точки, яку абат називав «первинним атомом».

## Інфляція
Інфляція — гіпотетичне надзвичайно швидке (експоненційне) розширення (збільшення в об'ємі) раннього Всесвіту принаймні в 1078 разів, зумовлене від'ємним тиском густини енергії вакууму інфлатонного поля. Воно тривало, починаючи з 10−36 секунд після Великого Вибуху, до якогось моменту між 10−33 і 10−32 секунд. Після інфляційного періоду з інфляційного поля були народжені інші частинки, з яких складається матерія, а розширення Всесвіту триває донині.
Інфляційна теорія пояснює перші миті Всесвіту. Терміном «інфляція» називають як гіпотезу того, що інфляція відбулась, так і теорію інфляції, а також ту епоху, коли ця гіпотетична інфляція могла відбутися. Інфляційну гіпотезу запропонував 1980 року американський фізик Алан Гут, який і дав їй назву. Вона заснована на дослідженнях надто сильних гравітаційних полів, наприклад, поблизу чорної діри. Ця теорія вивчає природу макровсесвіту, яка передувала моменту, коли наш видимий Всесвіт мав розмір точки з нескінченною щільністю, відомої як «просторово-часова сингулярність». У цій точці були зосереджені вся матерія, енергія, простір і час. Згідно з цією теорією, те, що викликало перший поштовх Великого вибуху, — це «інфляційна сила», яка діяла практично незначний проміжок часу. Передбачається, що фундаментальні сили природи виникли саме з цієї інфляційної сили.

## Утворення речовини

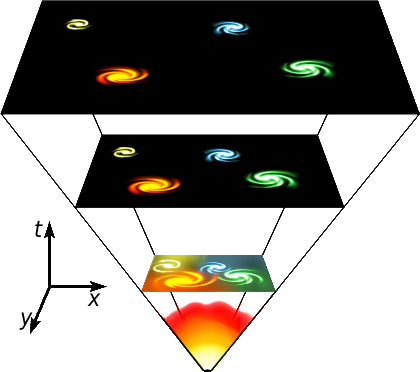
Великий Вибух започаткував поступове розширення простору, утворюючи велику кількість речовини

Теорія великого вибуху полягає в тому, що Всесвіт, який раніше був нескінченно щільною, математично парадоксальною сингулярністю, з дуже високою температурою, у певний момент почав розширюватися, генеруючи велику кількість енергії та матерії.
Всесвіт після Великого вибуху почав охолоджуватися, і, розширюючись, це охолодження призвело до стабілізації такої кількості енергії. Протони та нейтрони були «створені» та стабілізовані, коли Всесвіт мав температуру 100 мільярдів градусів, приблизно через одну соту секунди після початку.
Через 1 секунду після вибуху температура у Всесвіті знизилася нижче мільярда градусів, і фотони перестали розбивати ядра дейтерію, що утворювалися. Ядро дейтерію з'явилося майже через чотирнадцять секунд, коли температура в 3 мільярди градусів дозволила нейтронам і протонам залишитися разом. До того часу, коли ці ядра могли стати стабільними, Всесвіту знадобилося трохи більше трьох хвилин, коли ця розжарена куля охолола приблизно до 1 мільярда градусів. З цього почалася епоха первинного нуклеосинтезу, що тривала близько 200 секунд. Саме в цей період розподіл елементів став таким, який ми можемо спостерігати зараз.

## Темна матерія

Склад Всесвіту за даними супутника WMAP

Різноманітні розрахунки показали, що вся матерія та енергія, які ми знаємо, є дуже малими стосовно того, що мало б існувати, щоб великий вибух міг відбутися. Отже, було постульовано існування гіпотетичної матерії, яка заповнювала цю порожнечу. Її назвали «темною матерією», оскільки вона не взаємодіє ні з ядерними силами (слабка і сильна сила), ні з електромагнетизмом, а взаємодіє лише з гравітацією.
Найточніші експерименти нині виконують у підземних лабораторіях, щоправда, поки без успіху.
Надаючи точніший опис кривих обертання галактик, гравітація відкриває нові шляхи для вивчення природи темної матерії та її ролі у формуванні великомасштабної структури Всесвіту. Подальші дослідження та уточнені спостереження, безсумнівно, розширюватимуть знання в цій галузі досліджень.